# Дьяконов, Василий Николаевич
Василий Николаевич Дьяконов (25 июля 1946, Платнировская, Краснодарский край — 5 сентября 2012, Москва) — российский политик, первый глава администрации Краснодарского края с 1991 по 1992 год.

## Биография
Родился 25 июля 1946 года в станице Платнировской Краснодарского края. Отец, Николай Иосифович (1926—1991), участник советско-финской и Великой Отечественной войн, рядовой пехотинец. Дед Василия, Иосиф Николаевич, был моряком, дослужился до офицера, принимал участие в Цусимском морском сражении в Японском море в 1905 году.
В 1952 году семья Дьяконовых переехала в Краснодар. В школе Василий Николаевич был отличником, победителем различных краевых и городских олимпиад по математике. Увлекался гандболом, баскетболом и боксом.
Окончил Краснодарский политехнический институт по специальности «инженер-механик пищевых производств». Позднее, в Российской экономической академии им. Г. В. Плеханова защитил диссертацию кандидата экономических наук.
Отслужив в армии, работал в строительных организациях Краснодарского края на различных должностях, от слесаря-монтажника до главного механика на заводе ЖБИ Краснодара. Затем Дьяконов был руководителем крупнейшего на Северном Кавказе монтажного управления треста «Союзмясомолмонтаж». В 1984 году стал главным инженером управления треста «Кубаньсантехмонтаж».
В марте 1990 года был избран народным депутатом РФ, входил в состав фракций «Демократическая Россия» и «Радикальные демократы».

### Во главе Краснодарского края
В августе 1991 года поддержал Бориса Ельцина во время ГКЧП. После этого, 24 августа Дьяконов был назначен главой администрации Краснодарского края, тем самым став первым главой российского субъекта, назначенным Ельциным сразу после путча. Был активным сторонником идеи развития приватизации и фермерства, поддерживал возрождённое казачество, создав личное казачье войско. При Дьяконове активно выделялись земельные участки под строительство частного жилья, что впоследствии вывело Краснодарский край на первое место по строительству жилья. 
Вскоре, на фоне экономических трудностей Дьяконов начал стремительно терять популярность, особенно молодого губернатора подвели необдуманные действия и отсутствие профессионалов в команде. 30 июня 1992 года внеочередная сессия Краснодарского краевого Совета народных депутатов приняла постановление о кризисе исполнительной власти в крае и выразила недоверие Дьяконову. При этом сам президент Ельцин отказался снимать с должности своего ставленника. Несмотря на это, конфликт Дьяконова с левой оппозицией, краевым Советом и частью исполнительной власти, включая его председателя правительства Николая Егорова, усилился, а в Москву продолжали идти петиции с требованиями отставки руководителя края. Осознав, что его сторонник не владеет ситуацией в одном из ключевых регионов страны, 9 декабря 1992 года Борис Ельцин отстранил Дьяконова от должности главы администрации Краснодарского края, а также по представлению Контрольного управления администрации президента.

### Дальнейшая деятельность
После отставки с поста главы Краснодарского края Дьяконов был назначен вице-президентом корпорации «Монтажспецстрой». В ноябре 1994 года был избран депутатом краевого Законодательного Собрания, председателем Комитета по регионально-экономической политике, вопросам бюджета, банков, налогов, внешнеэкономических связей, развития малого и среднего предпринимательства. 
В 1996 году баллотировался на пост губернатора Краснодарского края, при поддержке избирательного объединения «Союз возрождения Кубани». На октябрьских выборах занял шестое место, набрав 1,1 % голосов. При участии в повторном голосовании занял пятое место с результатом в 1,13 %.
В последние годы занимался исключительно предпринимательской деятельностью. 
В июле 2012 года, когда Дьяконов отмечал свой 66-й день рождения, в один момент на глазах у гостей он резко потерял сознание. По итогу ему поставили роковой диагноз — опухоль головного мозга. В Москве Дьяконову провели сложнейшую операцию, но 5 сентября он скончался. Похоронен на Славянском кладбище Краснодара.

## Семья
Жена — Жанна Владимировна Дьяконова, имел сына и дочь.

## Мнения
- Юрий Хацуков, работавший в администрации Николая Егорова, сравнивая Дьяконова и Егорова:

Егоров принял край в очень сложном положении: его предшественник, Василий Дьяконов, скажем прямо, был, что называется, типичной «демшизой». Ему нравилось ломать, что проявлялось, например, в его кадровой политике: он мог захотеть назначить главой района, допустим, врача-педиатра 26-ти лет, без какого-либо управленческого опыта, лишь бы он побольше ругал коммунистов.